# Blepharis chrysotricha
Blepharis chrysotricha är en akantusväxtart som beskrevs av Gustav Lindau. Blepharis chrysotricha ingår i släktet Blepharis och familjen akantusväxter. Inga underarter finns listade i Catalogue of Life.